# Конерсројт
Конерсројт (њем. Konnersreuth) град је у њемачкој савезној држави Баварска. Једно је од 26 општинских средишта округа Тиршенројт. Према процјени из 2010. у граду је живјело 1.917 становника. Посједује регионалну шифру (AGS) 9377131.

## Географски и демографски подаци
Конерсројт се налази у савезној држави Баварска у округу Тиршенројт. Град се налази на надморској висини од 573 метра. Површина општине износи 23,5 km². У самом граду је, према процјени из 2010. године, живјело 1.917 становника. Просјечна густина становништва износи 82 становника/km².

## Међународна сарадња
| Мјесто       | Држава   | Врста сарадње | Од    |
| ------------ | -------- | ------------- | ----- |
| Маркт Андорф | Аустрија | партнерство   | 1990. |
| Извор        |          |               |       |